# Molophilus inelegans
Molophilus inelegans là một loài ruồi trong họ Limoniidae. Chúng phân bố ở miền Australasia.